# یازپوزلو (سینجیک)
یازپوزلو (به ترکی استانبولی: Yarpuzlu) (به کردی: Bîrîmşe) (به ارمنی: Բաինդիր) یک منطقهٔ مسکونی کردنشین در ترکیه است که در سینجیک واقع شده‌است.